# Michael Lang (piłkarz)
Michael Lang (ur. 8 lutego 1991 w Egnach) – szwajcarski piłkarz grający na pozycji prawego obrońcy w Borussii Mönchengladbach.

## Kariera klubowa
Swoją karierę piłkarską Lang rozpoczął w klubie FC Sankt Gallen. W 2006 roku awansował do kadry pierwszej drużyny. 24 maja 2007 zadebiutował w szwajcarskiej Super League w zremisowanym 1:1 wyjazdowym meczu z FC Aarau. W sezonie 2007/2008 spadł z Sankt Gallen do Challenge League. Z kolei w sezonie 2008/2009 wrócił z nim do Super League. W Sankt Gallen grał do końca sezonu 2010/2011.
Latem 2011 roku Lang przeszedł do zespołu Grasshoppers Zurych. 27 sierpnia 2011 zaliczył w nim debiut w przegranym 0:1 domowym meczu z FC Luzern. W sezonie 2012/2013 zdobył z Grasshoppers Puchar Szwajcarii.
W 2015 roku Lang został zawodnikiem FC Basel.
| Sezon   | Klub                     | Rozgrywki  | Rozgrywki    | Mecze | Bramki |
| ------- | ------------------------ | ---------- | ------------ | ----- | ------ |
| 2006/07 | FC Sankt Gallen          | Szwajcaria | Super League | 1     | 0      |
| 2007/08 | FC Sankt Gallen          | Szwajcaria | Super League | 3     | 0      |
| 2008/09 | FC Sankt Gallen          | Szwajcaria | Super League | 9     | 1      |
| 2009/10 | FC Sankt Gallen          | Szwajcaria | Super League | 22    | 1      |
| 2010/11 | FC Sankt Gallen          | Szwajcaria | Super League | 31    | 2      |
| 2011/12 | Grasshoppers Zurych      | Szwajcaria | Super League | 26    | 1      |
| 2012/13 | Grasshoppers Zurych      | Szwajcaria | Super League | 33    | 3      |
| 2013/14 | Grasshoppers Zurych      | Szwajcaria | Super League | 34    | 3      |
| 2014/15 | Grasshoppers Zurych      | Szwajcaria | Super League | 35    | 5      |
| 2015/16 | FC Basel                 | Szwajcaria | Super League | 22    | 5      |
| 2016/17 | FC Basel                 | Szwajcaria | Super League | 31    | 6      |
| 2017/18 | FC Basel                 | Szwajcaria | Super League | 34    | 5      |
| 2018/19 | Borussia Mönchengladbach | Niemcy     | Bundesliga   | 17    | 1      |

## Kariera reprezentacyjna
Lang grał w młodzieżowych reprezentacjach Szwajcarii. W dorosłej reprezentacji Szwajcarii zadebiutował 14 sierpnia 2013 w wygranym 1:0 towarzyskim meczu z Brazylią, rozegranym w Bazylei.